# Алкогольний гепатит
Алкогольний гепатит — це запалення печінки внаслідок надмірного вживання алкоголю. Пацієнти, як правило, мають в анамнезі принаймні 10 років надмірного вживання алкоголю, зазвичай 8–10 доз на день (300—500 г 40 % спирту). Зазвичай цей стан пов'язаний з ожирінням печінки, ранньою стадією алкогольної хвороби печінки, і може сприяти прогресуванню фіброзу, що призводить до цирозу. Симптоми можуть виникнути гостро після вживання великої кількості алкоголю протягом короткого проміжку часу або після багатьох років надмірного вживання алкоголю. Ознаки та симптоми алкогольного гепатиту включають жовтяницю (пожовтіння шкіри та очей), асцит (накопичення рідини в черевній порожнині), втому та печінкову енцефалопатію (порушення функції мозку через печінкову недостатність). Легкі випадки проходять самостійно, але важкі випадки мають високий ризик смерті. Тяжкість алкогольного гепатиту визначається кількома моделями клінічного прогнозування, такими як дискримінантна функція Маддрі та шкала MELD.
Важкі випадки можна лікувати глюкокортикоїдами з рівнем відповіді приблизно в 60 %. Захворювання часто виникає раптово і може дуже швидко прогресувати.

## Ознаки та симптоми
Алкогольний гепатит характеризується низкою симптомів, які можуть включати погане самопочуття, збільшення печінки, утворення рідини в черевній порожнині (асцит) і помірне підвищення рівня печінкових ферментів (як визначено за допомогою печінкових проб). Це також може проявлятися у вигляді печінкової енцефалопатії (дисфункції мозку внаслідок печінкової недостатності), що викликає такі симптоми, як сплутаність, зниження рівня свідомості або астериксис (характерний махаючий рух, коли зап'ястя витягується, що вказує на печінкову енцефалопатію). Важкі випадки характеризуються сильною жовтяницею, оглушенням (від сонливості до знепритомнення) і прогресуючою критичною хворобою. Рівень смертності становить 50 % протягом 30 днів після початку попри найкращий догляд.
Алкогольний гепатит відрізняється від цирозу, викликаного тривалим вживанням алкоголю. Алкогольний гепатит може виникнути у пацієнтів з хронічною алкогольною хворобою печінки та алкогольним цирозом. Алкогольний гепатит сам по собі не призводить до цирозу печінки, але цироз частіше зустрічається у пацієнтів, які довго вживають алкоголь. У деяких алкоголіків розвивається гострий гепатит як запальна реакція на клітини, уражені жировим переродженням.
Розвиток гострого алкогольного гепатиту не пов'язаний безпосередньо з дозою алкоголю. Деякі люди, здається, більш схильні до такої реакції, ніж інші. Ця запальна реакція на жирове переродження називається алкогольним стеатогепатитом, і запалення, ймовірно, спричиняє фіброз печінки через активацію печінкових зірчастих клітин і продукцію колагену.

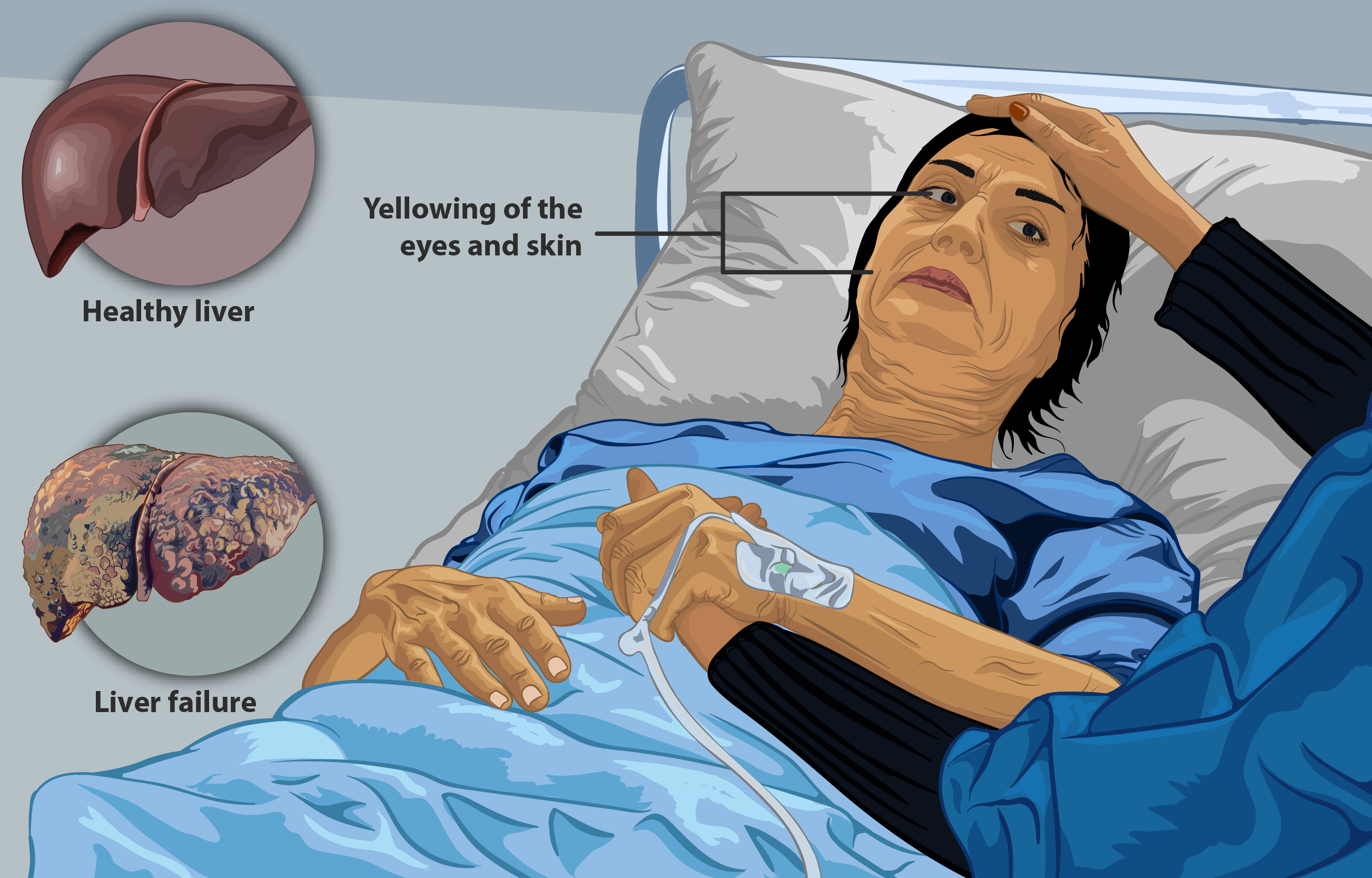
Зображення пацієнта з печінковою недостатністю

## Патофізіологія

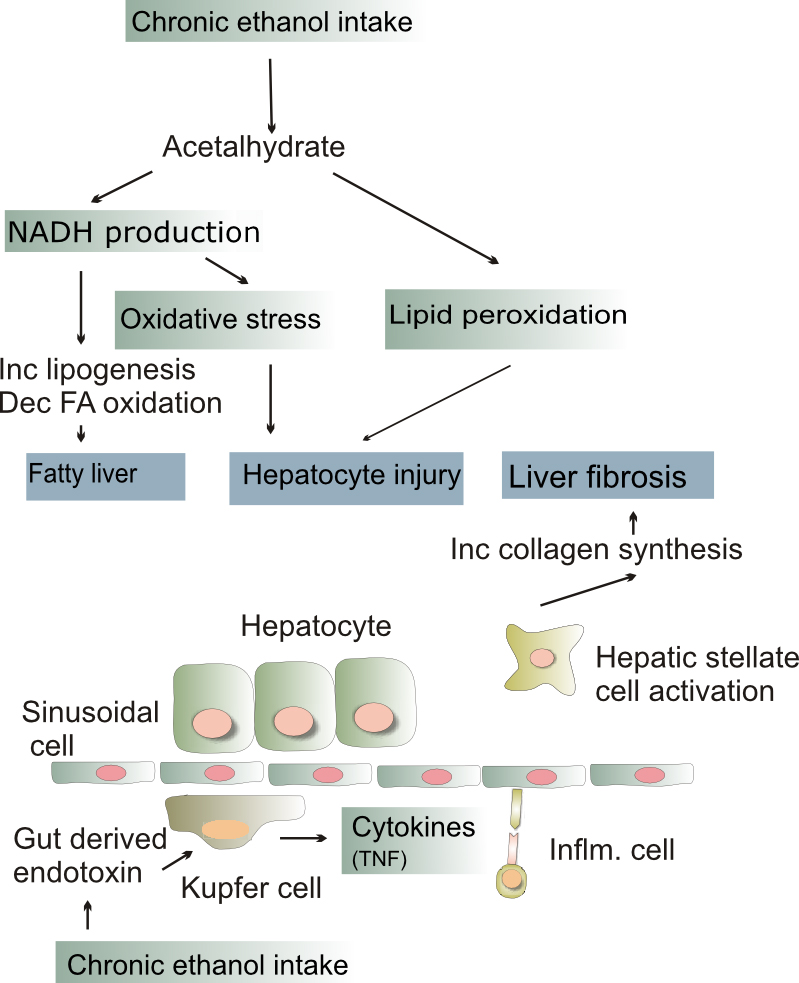
Патогенез алкогольного ураження печінки

Механізми розвитку алкогольного гепатиту не повністю вивчені, але вважається, що певну роль відіграє комбінація прямого пошкодження гепатоцитів алкоголем та його метаболітами на додаток до підвищення кишкової проникності. Надмірне вживання алкоголю збільшує проникність кишечника, спричиняючи пряме пошкодження ентероцитів (кишкових абсорбційних клітин) і викликаючи порушення щільних контактів, які утворюють бар'єр між ними. Це призводить до збільшення кишкової проникності і до появи патогенних кишкових бактерій (таких як enterococcus faecalis) або імуногенних грибів у портальний кровообіг, в печінці, де вони викликають пошкодження гепатоцитів. Enterococcus faecalis може виділяти екзотоксин, який безпосередньо пошкоджує клітини печінки. Хронічне вживання алкоголю може змінити мікробіом кишечника та сприяти розмноженню цих патогенних бактерій. Багато з цих патогенних бактерій також містять молекулярні структури, асоційовані з патогенами (PAMP), позаклітинні структури, які розпізнаються імунною системою як чужорідний матеріал, що може призвести до надмірної запальної реакції в печінці, що надалі призводить до пошкодження гепатоцитів.
Алкоголь також безпосередньо руйнує клітини печінки. Він метаболізується до ацетальдегіду за допомогою ферментів CYP2E1 і альдегіддегідрогенази. Ацетальдегід утворює активні форми кисню, а також діє як аддукт ДНК (зв'язується з ДНК), що призводить до прямого пошкодження гепатоцитів. Це явище проявляється як перекисне окислення ліпідів, пошкодження мітохондрій і виснаження глутатіону (ендогенного антиоксиданту). Пошкоджені гепатоцити вивільняють молекулярні структури, асоційовані з небезпекою (DAMP), які є молекулами, що призводять до подальшої активації запальної відповіді та подальшого пошкодження гепатоцитів.
Хронічне запалення, яке спостерігається при алкогольному гепатиті, призводить до характерної фіброзної відповіді з активацією фіброгенних клітин. Це відбувається через посилене утворення позаклітинного матриксу навколо гепатоцитів і синусоїдальних клітин, що викликає перицелюлярний фіброз. Цей навколоклітинний фіброз призводить до портальної гіпертензії або підвищення кров'яного тиску у ворітних венах, які відводять кров від кишечника до печінки. Це викликає багато наслідків хронічного захворювання печінки, включаючи варикозне розширення вен стравоходу (з пов'язаною кровотечею з варикозних вен), асцит і спленомегалію.
Хронічне запалення, яке спостерігається при алкогольному гепатиті, також призводить до порушення диференціювання, регенерації і дедиференціювання гепатоцитів у клітини типу холангіоцитів. Це призводить до порушення багатьох функцій печінки, включаючи порушення транспорту білірубіну, синтезу факторів згортання крові, метаболізму глюкози та імунної дисфункції. Ця порушена компенсаторна регенеративна відповідь печінки надалі призводить до дуктулярної реакції — аномального типу архітектури печінки.
Через вивільнення DAMP і PAMP після тривалого вживання алкоголю може розвинутися гострий системний запальний стан, який домінує в клінічній картині гострого важкого алкогольного гепатиту. Було показано, що у цих пацієнтів серед прозапальних цитокінів найбільше зростає рівень інтерлейкіну-6. Крім того, було виявлено, що зниження рівня інтерлейкіну-13, антагоніста інтерлейкіну-6, тісно пов'язане зі 90-денною (короткостроковою) смертністю у пацієнтів з важким алкогольним гепатитом.
Деякі ознаки та патологічні зміни в гістології печінки включають:
- Гіалінове тільце Меллорі — накопичення прекератинових ниток в гепатоцитах. Ця ознака не обмежується алкогольною хворобою печінки, але часто є характерною.[5]
- Балонна дегенерація — набухання гепатоцитів із надлишком води, жиру і білка, які секретуються в кров. При цьому спостерігається некротичне пошкодження. Набряк здатний блокувати сусідні жовчні протоки, що призводить до дифузного холестазу.[5]
- Запалення — нейтрофільна інфільтрація, спричинена некротичними змінами та наявністю клітинних залишків. Зазвичай залишки клітин видаляються клітинами Купфера, які під час запалення перевантажуються, що дозволяє лейкоцитам проникати в паренхіму печінки. Нейтрофіли особливо приваблюються гепатоцитами з тільцями Меллорі.[5]

При хронічному ураженні печінки також спостерігаються:
- Фіброз
- Цироз — прогресуючий і постійний тип фіброзного переродження тканини печінки.

## Епідеміологія
- Алкогольний гепатит зустрічається приблизно у третини хронічних алкоголіків.[8]
- У 10-20 % хворих на алкогольний гепатит щороку прогресує в алкогольний цироз печінки.[9]
- У пацієнтів з цирозом печінки з частотою 1,5 % на рік розвивається рак печінки.[10]
- Загалом у 70 % хворих на алкогольний гепатит протягом життя розвивається алкогольний цироз печінки.[9]
- Ризик інфікування підвищений у хворих на алкогольний гепатит (12–26 %). Він підвищується навіть вище при застосуванні кортикостероїдів (50 %)[11] порівняно із загальною популяцією.
- Смертність від алкогольного гепатиту без лікування протягом одного місяця може досягати 40-50 %.[3]

## Діагностика
Діагноз встановлюється при наявності значного вживання алкоголю в анамнезі, при погіршенні показників функції печінки, включаючи підвищення рівня білірубіну (зазвичай понад 3,0) і амінотрансфераз протягом останніх восьми тижнів, а також при наявності жовтяниці. Співвідношення аспартатамінотрансферази до аланінамінотрансферази зазвичай становить два або більше. У більшості випадків значення ферментів печінки не перевищують 500. Біопсія печінки для діагностики не потрібна, однак вона може допомогти підтвердити алкогольний гепатит, якщо діагноз неясний.

## Ведення пацієнта
Клінічні настанови рекомендують кортикостероїди.
Пацієнтів слід стратифікувати за ризиком за шкалою MELD або шкалою Чайлда-П'ю. Ці показники використовуються для оцінки тяжкості захворювання печінки на основі кількох лабораторних значень. Чим більше балів, тим важче захворювання.
- Утримання від вживання алкоголю: є фактором номер один для одужання пацієнтів з алкогольним гепатитом.[15]
- Повноцінне харчування: дефіцит білка та калорій часто спостерігається у пацієнтів з алкогольним гепатитом і це негативно впливає на результати хвороби. Було показано, що покращене харчування покращує функцію печінки та зменшує випадки енцефалопатії та інфекцій.[3]
- Кортикостероїди: наявні рекомендації свідчать про те, що у пацієнтів із показником модифікованої дискримінантної функції Меддрі > 32 або печінковою енцефалопатією слід розглядати можливість лікування преднізолоном 40 мг щодня протягом чотирьох тижнів з наступним зменшенням дози.[14] Такі моделі, як модель Лілля, можна використовувати для моніторингу покращення або розгляду альтернативного лікування.
- Пентоксифілін: систематичні огляди, що порівнюють лікування пентоксифіліном з кортикостероїдами, показують відсутність користі від лікування пентоксифіліном.[3] Велике проспективне дослідження понад 1000 пацієнтів вивчало, чи дають преднізолон і пентоксифілін переваги при застосуванні окремо або в комбінації.[16] Пентоксифілін не покращував виживання окремо або в комбінації. Преднізолон показав невелике зниження смертності через 28 днів, але воно не було статистично значущим і не було жодного покращення результатів через 90 днів або один рік.[3]
- Внутрішньовенне введення N-ацетилцистеїну: при застосуванні в поєднанні з кортикостероїдами покращує виживаність протягом 28 днів шляхом зниження частоти інфекції та гепаторенального синдрому.[3]
- Трансплантація печінки: ідеальна і допомагає врятувати життя при ранньому виконанні.[17] Проте більшість провайдерів у Сполучених Штатах вимагають періоду утримання від алкоголю (зазвичай шість місяців) перед трансплантацією, хоча етичність та доказовість цієї вимоги є суперечливими.[17]

## Прогноз
Жінки більш уразливі щодо алкогольного пошкодження печінки і тому мають вищий ризик алкогольного гепатиту. Вважається, що певні генетичні варіації гена PNPLA3, який кодує фермент, що бере участь у метаболізмі тригліцеридів у жировій тканині, впливають на тяжкість захворювання. Інші чинники, пов'язані з поганим прогнозом алкогольного гепатиту, включають супутню печінкову енцефалопатію та гостре ураження нирок.